# William P. Hobby
William Pettus Hobby, född 26 mars 1878 i Moscow i Texas, död 7 juni 1964 i Houston i Texas, var en amerikansk demokratisk politiker och publicist. Han var guvernör i Texas 1917–1921. Han tillträdde posten som viceguvernör 1915 och blev guvernör sedan James E. Ferguson avsatts från sin post 1917.
Efter tiden som guvernör återvände Hobby till verksamheten som publicist. Han var ägare av Beaumont Enterprise redan från förr och nu köpte han dessutom lokalkonkurrenten Beaumont Journal. År 1924 utsågs han till verkställande direktör för Houston Post-Dispatch, som tidningen då hette när den ägdes av Ross S. Sterling. Houston Post var tidningen där Hobby först hade fått anställning som journalist. Tidningen fick senare tillbaka det gamla namnet och Hobby blev majoritetsägare år 1939.
Hobby är gravsatt på Glenwood Cemetery i Houston.
Hans andra hustru Oveta var också en framstående politiker. Deras son William P. Hobby Jr. var Texas viceguvernör 1973–1991.
Flygplatsen William P. Hobby Airport i Houston fick sitt nuvarande namn år 1967 för att hedra William P. Hobbys politiska gärning. Även Hobby Elementary School i Houston  och Hobby Middle School i San Antonio är uppkallade efter honom.
År 2011 blev Hobby invald i Texas Newspaper Hall of Fame.